# Pont Dumnacus
Le pont Dumnacus est un pont en arc franchissant la Loire aux Ponts-de-Cé en Maine-et-Loire. Il a été construit entre 1846 et 1849.

## Sources
- « Pont de Dumnacus », sur Structurae (consulté le 2 juin 2017)